# Service bibliothécaire national
Le Service bibliothécaire national (italien : Servizio bibliotecario nazionale) ou SBN est le réseau des bibliothèques italiennes organisé par le ministère des Biens et Activités culturels et du Tourisme (MiBAC) en collaboration avec les régions et les universités et coordonné par l'Institut central du catalogue unique des bibliothèques italiennes et des informations bibliographiques (ICCU).
Le service est mis en place dans l'objectif de compenser la dispersion des structures bibliothécaires italiennes. Il est aujourd'hui constitué par les bibliothèques nationales, par des structures locales, universitaires, scolaires, académiques, et par des institutions publiques et privées opérant dans différents secteurs disciplinaires.
Au 12 novembre 2014, 5 512 bibliothèques organisées en 88 pôles sont adhérentes au SBN et la base de données bibliographique contient 12 757 321 notices bibliographiques accompagnées par la localisation des 66 173 998 bibliothèques possédant les ouvrages. Le catalogue collectif comprend différents types de documents : matériel ancien (monographies imprimées du XVe siècle à 1830), matériel moderne (monographies, enregistrements audio et vidéo, archives électroniques, périodiques et autres matériels à partir de 1831), partitions musicales manuscrites, partitions imprimées et livrets, matériel graphique et cartographique. Les accès au catalogue sont estimés entre 4,5 millions et 6,5 millions par mois.

## Historique
Le projet d'un Service bibliothécaire national naît après la Conférence nationale des bibliothèques italiennes tenue du 22 au 24 janvier 1979 à Rome dont Angela Vinay, directrice à l'époque de l'ICCU, fut l'une des principales instigatrices.
Le projet est lancé le 4 avril 1980, avec la constitution d'une commission de techniciens et d'experts composée de représentants du Ministère des Biens et Activités culturels et du Tourisme (MiBAC), de l'Institut central du catalogue unique (ICCU), de la Bibliothèque nationale centrale de Florence, de l'Institut universitaire européen et du Conseil national de la recherche. Le document final produit par la commission propose la création du service articulé en :
- un catalogue unique des ressources livresques, produit par l'assemblage de l'ensemble des catalogues locaux ;
- un service d'archive bibliographique national, assurant qualité, complétude et cohérence des descriptions bibliographiques ;
- un service national d'accès aux documents.

En 1982, le projet est présenté par Angela Vinay à la communauté des bibliothécaires à l'occasion du 30e congrès de l'Association italienne des bibliothécaires (it) tenue à Giardini-Naxos du 21 au 24 novembre 1982. En 1984, le MiBAC conclut un protocole d'accord avec les Régions pour le développement du projet SBN. En 1985, sont constitués les deux premiers Pôles, celui de la Bibliothèque nationale centrale de Rome et celui de la Bibliothèque nationale centrale de Florence. De 1987 à 1990, avec le projet « Sistema beni librari » sont récupérés les catalogues de la Bibliographie nationale italienne (it) (BNI), du « Bollettino delle opere moderne straniere » (« Bulletin des œuvres modernes étrangères » BOMS) et d'autres catalogues relatifs aux fonds musicaux et d'intérêt méridional, qui vont constituer le premier noyau consistant du catalogue. En 1992, le protocole d'accord MiBAC-Régions est étendu au Ministère de l'Université et de la Recherche scientifique et technologique (it), impliquant dans le projet nombre de bibliothèques universitaires. Le réseau national est officiellement activé à partir du rattachement des autres Pôles au réseau SBN.
En 1996 est lancée une étude de faisabilité en vue de la réalisation d'une banque de données unique, intégrant les précédentes, relatives aux livres modernes, aux livres anciens et à la musique et de permettre la gestion des matériels graphique et cartographique, concédant un certain degré d'interopérabilité avec les programmes non développés à l'interne par le SBN.
En 2002, avec le lancement du projet « Evoluzione dell'Indice SBN » (« Évolution de l'index SBN », intervient la restructuration et la rationalisation de la banque de données centrales de l'Index, créant une ouverture vers les autres systèmes de gestion bibliothécaire non liés au SBN mais utilisant les formats bibliographiques les plus répandus (UNIMARC, MARC21).

## Organisation
Le Service bibliothécaire national relie les bibliothèques nationales et celles de collectivités locales, universitaires et d'organismes privés opérant dans différents domaines disciplinaires. Les bibliothèques participantes sont regroupées en pôles locaux, reliés à leur tour à l'Index SBN qui contient le catalogue collectif du patrimoine possédé par les bibliothèques adhérentes au Service. L'adhésion implique pour la bibliothèque ou pour le pôle local de bibliothèques la signature d'un accord avec l'ICCU définissant les engagements respectifs relatifs au développement du SBN et des services connexes.
L'une des fonctions fondamentales du Service bibliothécaire national est le catalogage participatif entre les bibliothèques adhérentes : chaque enregistrement bibliographique (livre, notice d'autorité ou autre) est décrit une seule fois par la bibliothèque ou le pôle de bibliothèques qui l'acquiert en premier. Les autres bibliothèques se limitent à reporter dans leur propre catalogue l'enregistrement déjà mentionné dans l'Index, ajoutant seulement l'indication qu'ils sont également en possession du matériel en question.
Toutefois, les bases de données des pôles partagent seulement la description bibliographique d'un enregistrement, conservant ainsi une totale autonomie par rapport à la possibilité d'ajouter ultérieurement des informations comme la localisation d'un livre, les ordres d'achat ou des clés de recherche plus spécifiques. Les bibliothèques ont également une complète autonomie dans le choix de leur organisation et de leurs investissements en matière de hardware et software.

## Services

### La recherche bibliographique
Depuis 1997, le catalogue collectif est disponible à partir du système OPAC qui, au fil du temps, a vu la réalisation de plusieurs interfaces. Une série de services comme la sauvegarde des recherches effectuées au cours de la session, la gestion de listes de préférences ou l'envoi des résultats par e-mail sont proposés à l'appui de la recherche.
Il est possible en outre, à partir de la consultation OPAC :
- d'accéder aux services de consultation, prêt et reproduction offerts par les bibliothèques sur leur OPAC local ;
- d'accéder aux informations relatives aux horaires d'houverture et de fermeture et au patrimoine possédé par les bibliothèques participante au SBN, grâce à l'intégration à la base de données du registre des bibliothèques italiennes (it) ;
- de consulter les  notices d'autorité des auteurs et titres homonymes[15] ;
- d'accéder à déventuelles ressources numériques ;
- de visualiser ou télécharger au format UNIMARC les enregistrements bibliographiques ;
- de consulter également en qualité de client Z39.50 d'autres catalogues nationaux et internationaux.

### Le prêt inter-bibliothèques
Le Service bibliothécaire national met à disposition l'Inter library loan SBN (ILL SBN), service national de prêt entre bibliothèques et fourniture de documents, accessible à tous et tourné vers les bibliothécaires et les utilisateurs finaux.
Le service de prêt entre bibliothèques a été à la base du projet SBN. Il a intégré les compétences et les projets lancés en novembre 1979 par le groupe de travail ECO (Esperienza di cooperazione). Il s'est poursuivi dans le projet SNADOC (Servizio nazionale di accesso ai documenti), lancé en Toscane dans le milieu des années 1980.
Au début des années 2000, le service de prêt comprend les catalogues de l'Index SBN, le catalogue italien des périodiques (ACNP) et des catalogues collectifs de dépouillement des périodiques italiens d'économie, sciences sociales et histoire par l'association ESSPER.

#### Ouvrages
- (it) Commissione per l'automazione delle biblioteche, Il Servizio Bibliotecario Nazionale, Rome, Institut central du catalogue unique, 1985, 2ª edizione riveduta e corretta éd., 357 p. (ISBN 88-7107-035-6, BNF 35578072)
- (it) Erica Gay et Gianni Bonazzi (dir.), Servizio bibliotecario nazionale, realizzazioni e prospettive, atti della 3° Conferenza nazionale per i beni librari, Torino, 26-28 aprile 1990, Turin, Région Piémont, 1993, 315 p. (ISBN 88-7678-082-3)
- (it) Claudio Leombroni, « Il Servizio bibliotecario nazionale : Idee, passioni, storia », dans Paolo Traniello, Storia delle biblioteche in Italia, dall'Unità a oggi, Bologne, Il Mulino, 2002 (ISBN 88-15-08848-2, BNF 38901645, Service bibliothécaire national RAV0925683)

#### Articles
- (it) AIB, « La cooperazione : il Servizio bibliotecario nazionale », dans Atti del 30° Congresso nazionale della Associazione italiana biblioteche, Giardini-Naxos, 21-24 novembre 1982, Messine, Università-Facoltà di lettere e filosofia-Centro studi umanistici, 1986 (Service bibliothécaire national CFI0047257)
- (it) « Atti della Conferenza nazionale delle biblioteche italiane sul tema « per l'attuazione del sistema bibliotecario nazionale » », Accademie e biblioteche d'Italia, Rome, Ministère de l'Instruction publique (it), vol. 47, nos 1-2,‎ 1979 (Service bibliothécaire national LO11414073)